# Bevrijdingsmonument Ede
Het Bevrijdingsmonument is een herdenkteken in Ede en werd onthuld op 3 mei 1995 ter gelegenheid van de vijftigste herdenking van de bevrijding, die een einde aan de Tweede Wereldoorlog in de gemeente Ede maakte.

## Beschrijving
Het monument bevindt zich op hoek van de Arnhemseweg en de Vossenakker, nabij het Mausoleum. Het bestaat uit een cirkel uit verschillende soorten natuursteen met in het midden een piramide van roestvast staal. Tegenover de drie zijden van de piramide zijn in de steen teksten aangebracht.

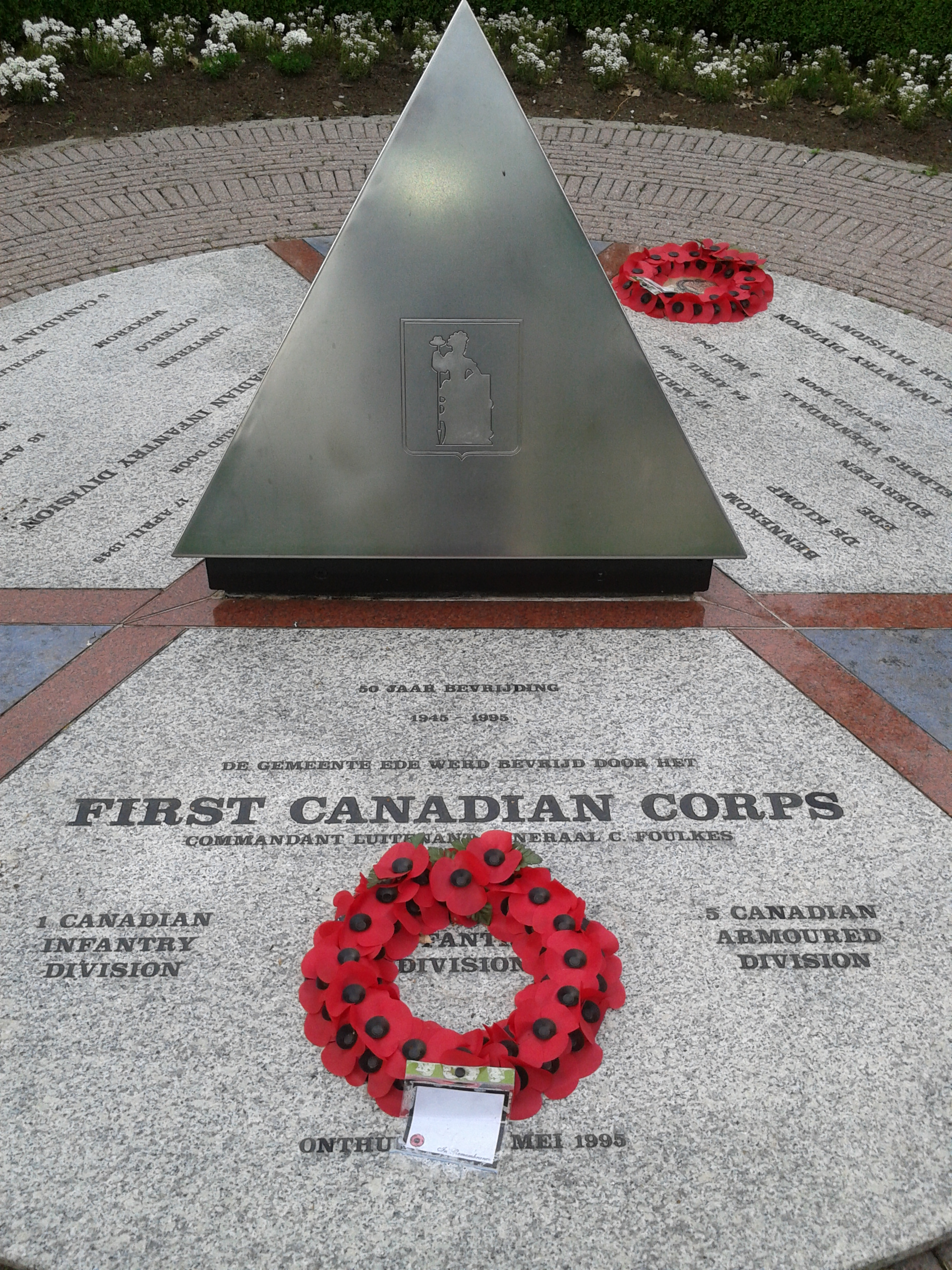
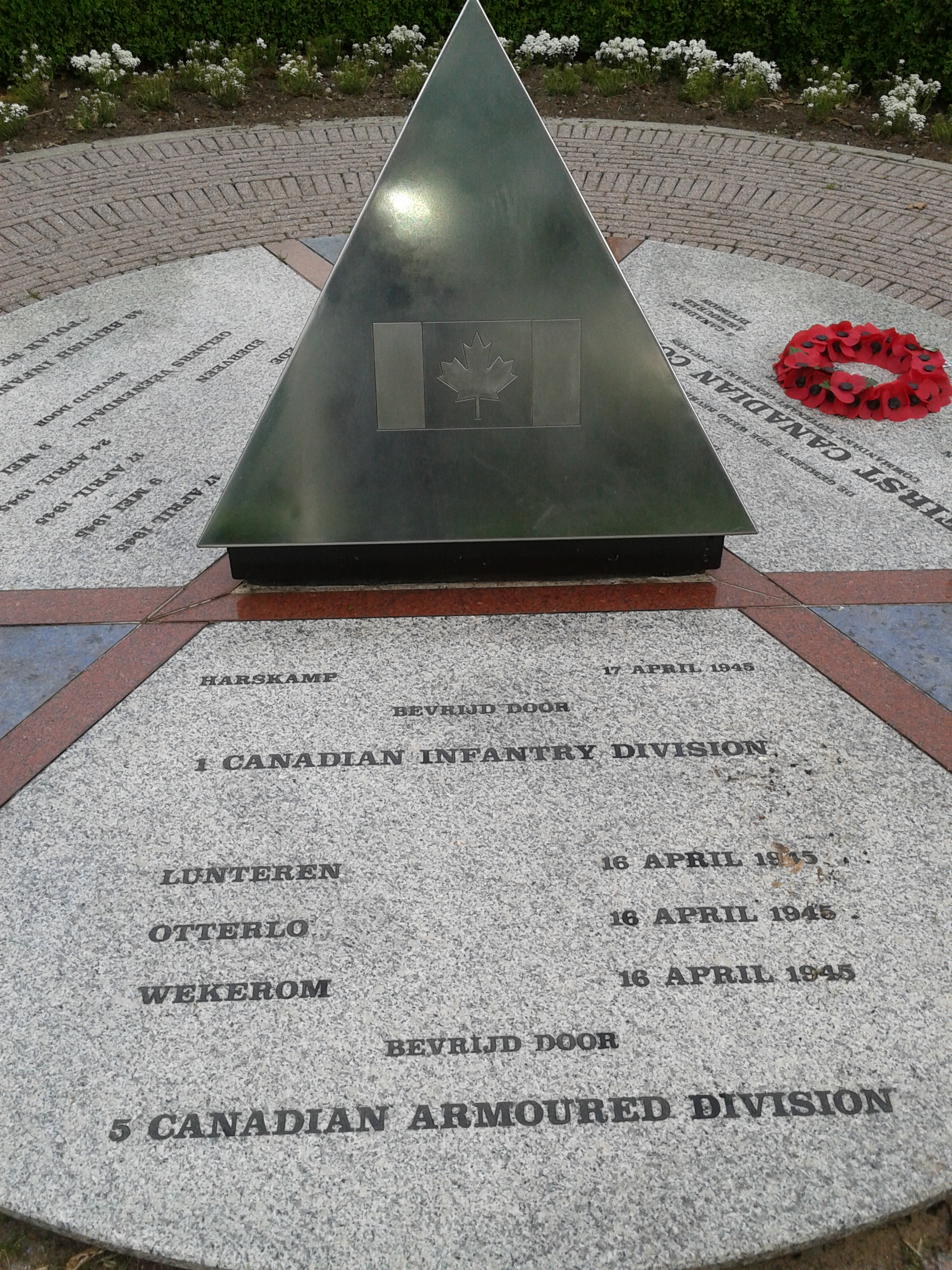
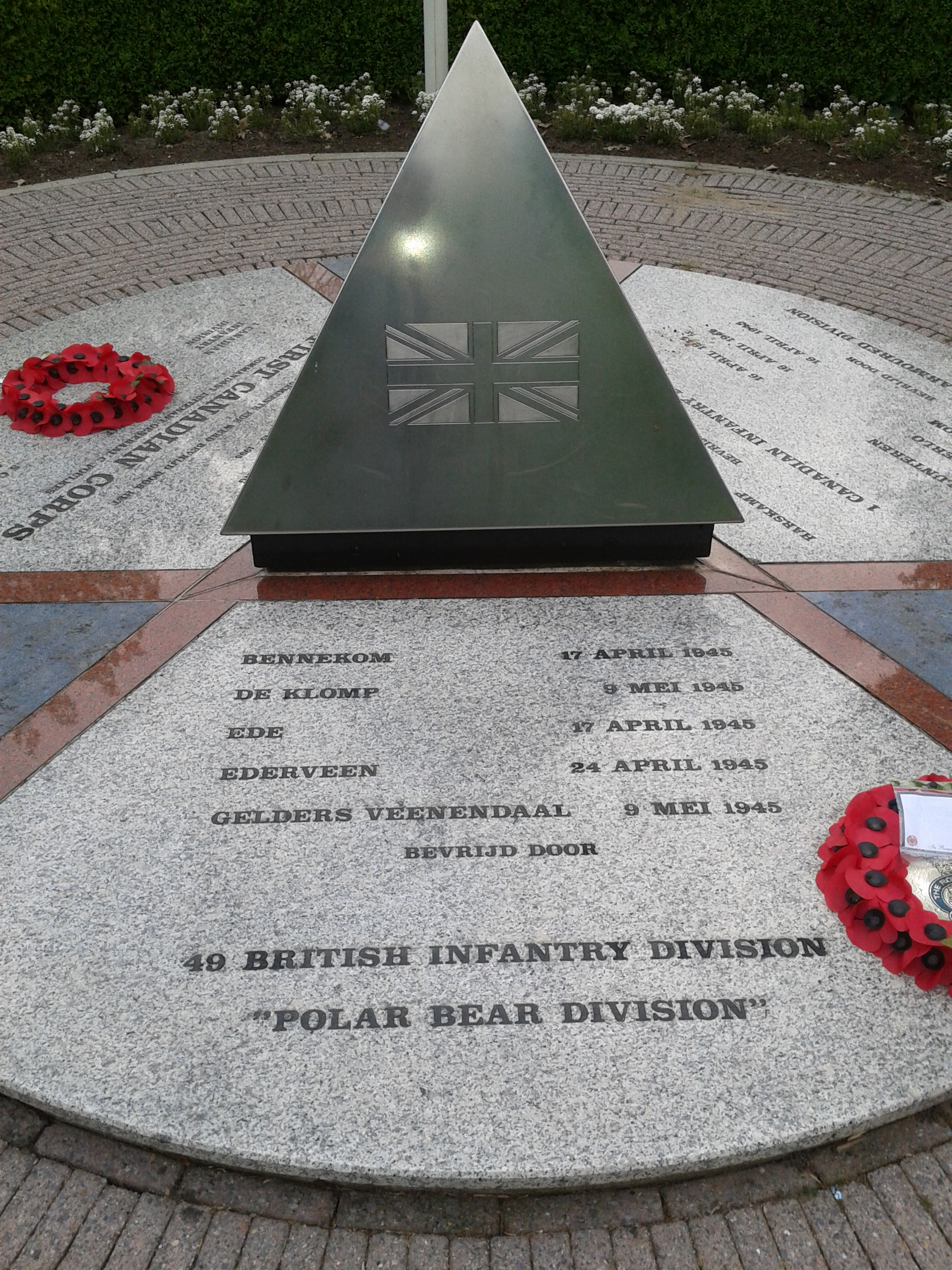

### Opschrift
Op de eerste zijde van de piramide staat het gemeentewapen van Ede. Hieronder staat de tekst:
1945 - 1995

DE GEMEENTE EDE WERD BEVRIJD DOOR HET

FIRST CANADIAN CORPS

COMMANDANT LUITENANT-GENERAAL C. FOULKES

BESTAANDE UIT

1 CANADIAN INFANTRY DIVISION - 49 BRITISH INFANTRY DIVISION - 5 CANADIAN ARMOURED DIVISION

Op de tweede zijde van de piramide (met de wijzers van de klok) staat de vlag van Canada, met eronder de tekst:

BEVRIJD DOOR

1 CANADIAN INFANTRY DIVISION

LUNTEREN 16 APRIL 1945

OTTERLO 16 APRIL 1945

WEKEROM 16 APRIL 1945

BEVRIJD DOOR

Op de derde zijde staat de Vlag van het Verenigd Koninkrijk, waaronder de tekst:
DE KLOMP 9 MEI 1945

EDE 17 APRIL 1945

EDERVEEN 24 APRIL 1945

GELDERS VEENENDAAL 9 MEI 1945

BEVRIJD DOOR

49 BRITISH INFANTRY DIVISION